# Неуродегенерација
Неуродегенерација је прогресивни губитак структуре или функције неурона, укључујући смрт неурона. Многе неуродегенеративне болести — укључујући амјотропну латералну склерозу, Паркинсонову болест, Алцхајмерову болест и Хантингтонов синдром — јављају се као резултат неуродегенеративних процеса. Такве болести су неизлечиве, резултујући у прогресивној дегенерацији и/или смрти неуронских ћелија. Како се истраживање наставља, многе сличности се јављају које повезују ове болести једну с другом на субћелијском нивоу. Откривање ових сличности даје наду за терапеутско напредовање у лечењу којим би се многе болести могле истовремено амелиорирати. Постоје многе паралеле између различитих неуродегенеративних поремећаја, укључујући атипичне протеинске саставе као и индуковану смрт ћелије. Неуродегенерација може да се пронађе на много различитих нивоа неуроналне мреже, од молекуларног до системског.